# JASRAC賞
JASRAC賞（ジャスラックしょう）は、日本音楽著作権協会（JASRAC）が主催する音楽に関する賞。1982年創設。

## 概要
JASRACに著作権管理を信託している楽曲の中で、前年度の著作権使用料分配額が多い楽曲に対して与えられる。そのため、他の音楽賞の多くが特定の利用形態における人気のみを示すのに対し、
- レコード・CD等の物理メディアの売上
- 有線放送やリクエスト番組でのリクエスト数
- テレビ・ラジオ等の放送や映画等の中での楽曲使用状況
- DVD・Blu-ray Disc等のビデオソフトの売上
- カラオケでの歌唱数
- オンラインゲーム・着メロ・着うた・音楽配信といったネットワーク上でのインタラクティブ配信
- 当該楽曲を使用するパチンコ・パチスロ機などでの利用度合い

等を総合的に集計した結果が含まれるのが大きな特徴。一方でJASRAC管理下の楽曲のみが対象となるため、NexTone等他の著作権管理事業者に信託されている楽曲は受賞対象に含まれないほか、複数社に支分権の委託を分散させている場合もJASRACの管理分のみが対象となる（なお、NexToneは別途NexTone Awardを主催している）。
そのため、他の音楽賞と比較して、過去の受賞曲にはテレビアニメや映画のBGM（劇伴、サウンドトラック）、CMソングに使用された楽曲等が多い傾向がある。特に国際賞・外国作品賞にその傾向が顕著で、国際賞は1988年の創設以後受賞曲が全てBGM曲となっているほか、外国作品賞ではマツダのCMソングに起用された「ZOOM ZOOM ZOOM」 が2003年度から2008年度にかけて6連覇を達成している。
国内使用・金賞の受賞曲は、1980年代においてはカラオケでの使用料の多い演歌 が大部分を占めた。1982年の創設から1990年（1989年度）まで、演歌以外の作品が受賞したのは1987年（1986年度）の「恋におちて」のみである。

## 部門
賞はいくつかの部門賞に分かれており、2008年現在は以下の賞で構成されている。なお表彰対象となるのは、原則として当該楽曲の作詞者・作曲者・音楽出版者の3者。
金・銀・銅賞
当該年度の著作権使用料分配額で1-3位に入った国内作品の楽曲にそれぞれ与えられる。この賞のみ「受賞曲の普及に尽くした」との理由でレコード会社も表彰対象となる。金賞受賞者には「飛天」の像が贈られる。
国際賞
外国からの入金による分配額が最も多かった国内作品に与えられる。
外国作品賞
著作権使用料分配額が最も多かった外国作品に与えられる。
歴代の受賞作品には、外国人の作曲作品に日本人が歌詞をつけた作品（Rising Sunなど）や、外国の音楽出版者が権利を保有する日本人の作曲作品（HIKARI）が含まれる。

## 歴史
- 1982年 創設。当初は「国内使用」「外国使用」の2部門制。
- 1984年は開催されなかった。
- 1988年 現在の「金・銀・銅賞」「国際賞」「外国作品賞」の部門賞制に移行する。

## 受賞曲
（）内は対象となった年度。

### 1980年代
1982年
- 国内使用 奥飛騨慕情（作詞・作曲：竜鉄也）
- 外国使用 上を向いて歩こう（作詞：永六輔、作曲：中村八大）

1983年（1982年7月〜1983年6月）
- 国内使用 北酒場（作詞：なかにし礼、作曲：中村泰士）
- 外国使用 UFOロボ グレンダイザー（作詞：保富康午、作曲：菊池俊輔）

1985年（1984年度）
- 国内使用 矢切の渡し（作詞：石本美由起、作曲：船村徹）
- 外国使用 キャンディ・キャンディ（作詞：名木田恵子、作曲：渡辺岳夫）

1986年（1985年度）
- 国内使用 浪花節だよ人生は（作詞：藤田まさと、作曲：四方章人）
- 外国使用 上を向いて歩こう（作詞：永六輔、作曲：中村八大）

1987年（1986年度）
- 国内使用 恋におちて（作詞：湯川れいこ、作曲：小林明子）
- 外国使用 上を向いて歩こう（作詞：永六輔、作曲：中村八大）

1988年（1987年度）
- 金賞 命くれない（作詞：吉岡治、作曲：北原じゅん）
- 銀賞 雪国（作詞・作曲：吉幾三）
- 銅賞 男と女のラブゲーム（作詞：魚住勉、作曲：馬飼野康二）
- 国際賞 宝島 BGM（作曲：羽田健太郎）
- 外国作品賞 CHA CHA CHA(チャチャチャ)（作詞：G.BOIDO / 今野雄二、作曲：B.REITANO / B.ROSELLINI / F.BALDONI / F.REITANO）

1989年（1988年度）
- 金賞 命くれない（作詞：吉岡治、作曲：北原じゅん）
- 銀賞 乾杯（作詞・作曲：長渕剛）
- 銅賞 無錫旅情（作詞・作曲：中山大三郎）
- 国際賞 UFOロボ グレンダイザー BGM（作曲：菊池俊輔）
- 外国作品賞 SHOW ME（作詞：A.CABRERA / B.KHOZOURI / A.MORAN / A.TRIPOLI / 森浩美、作曲：A.CABRERA / B.KHOZOURI / A.MORAN / A.TRIPOLI）

### 1990年代
1990年（1989年度）
- 金賞 酒よ（作詞・作曲：吉幾三）
- 銀賞 乾杯（作詞・作曲：長渕剛）
- 銅賞 とんぼ（作詞・作曲：長渕剛）
- 国際賞 THE LAST EMPEROR BGM（作曲：坂本龍一）
- 外国作品賞 TURN IT INTO LOVE(愛が止まらない)（作詞・作曲：M.AITKEN / M.STOCK / P.A.WATERMAN）

1991年（1990年度）
- 金賞 乾杯（作詞・作曲：長渕剛）
- 銀賞 ふたりの大阪（作詞：吉岡治、作曲：市川昭介）
- 銅賞 おどるポンポコリン（作詞：さくらももこ、作曲：織田哲郎）
- 国際賞 CAT'S EYE BGM（作曲：大谷和夫）
- 外国作品賞 WHEN YOU WISH UPON A STAR（星に願いを）（作詞：N.WASHINGTON / 島村葉二、作曲：L.HARLINE）

1992年（1991年度）
- 金賞 ラブ・ストーリーは突然に（作詞・作曲：小田和正）
- 銀賞 愛は勝つ（作詞・作曲：KAN）
- 銅賞 乾杯（作詞・作曲：長渕剛）
- 国際賞 聖闘士星矢 BGM（作曲：横山菁児）
- 外国作品賞 MOON RIVER（作詞：J.MERCER / 駿河あきら・吉田旺、作曲：H.MANCINI）

1993年（1992年度）
- 金賞 SAY YES（作詞・作曲：飛鳥涼）
- 銀賞 僕はこの瞳で嘘をつく（作詞・作曲：飛鳥涼）
- 銅賞 君がいるだけで（作詞・作曲：米米CLUB）
- 国際賞 THE MIRACLE PLANET ON STRINGS(地球大紀行)（作曲：吉川洋一郎）
- 外国作品賞 WHEN YOU WISH UPON A STAR（星に願いを）（作詞：N.WASHINGTON / 島村葉二、作曲：L.HARLINE）

1994年（1993年度）
- 金賞 世界中の誰よりきっと（作詞：上杉昇 / 中山美穂、作曲：織田哲郎）
- 銀賞 真夏の夜の夢（作詞・作曲：松任谷由実）
- 銅賞 負けないで（作詞：坂井泉水、作曲：織田哲郎）
- 国際賞 魔法のプリンセス ミンキーモモ BGM（作曲：高田弘）
- 外国作品賞 ANDERLECHT CHAMPION(OLE OLE OLE)(WE ARE THE CHAMP)（作詞：J.DEJA、作曲：ARMATH）

1995年（1994年度）
- 金賞 survival dAnce（作詞・作曲：小室哲哉）
- 銀賞 イノセントワールド（作詞・作曲：桜井和寿）
- 銅賞 BOY MEETS GIRL（作詞・作曲：小室哲哉）
- 国際賞 キャプテン翼 BGM（作曲：飛澤宏元）
- 外国作品賞 ANDERLECHT CHAMPION(OLE OLE OLE)(WE ARE THE CHAMP)（作詞：J.DEJA、作曲：ARMATH）

1996年（1995年度）
- 金賞 WOW WAR TONIGHT（作詞・作曲：小室哲哉）
- 銀賞 CRAZY GONNA CRAZY（作詞・作曲：小室哲哉）
- 銅賞 Overnight Sensation 〜時代はあなたに委ねてる〜（作詞・作曲：小室哲哉）
- 国際賞 ジャングル・ブック少年モーグリ BGM（作曲：島津秀雄）
- 外国作品賞 WHEN YOU WISH UPON A STAR（星に願いを）（作詞：N.WASHINGTON / 島村葉二、作曲：L.HARLINE）

1997年（1996年度）
- 金賞 DEPARTURES（作詞・作曲：小室哲哉）
- 銀賞 名もなき詩（作詞・作曲：桜井和寿）
- 銅賞 I'm proud（作詞・作曲：小室哲哉）
- 国際賞 新ルパン三世 BGM（作曲：大野雄二）
- 外国作品賞 FLY ME TO THE MOON（作詞：B.HOWARD / 漣健児、作曲：B.HOWARD）

1998年（1997年度）
- 金賞 CAN YOU CELEBRATE?（作詞・作曲：小室哲哉）
- 銀賞 FACE（作詞：小室哲哉 / MARC、作曲：小室哲哉）
- 銅賞 HOWEVER（作詞・作曲：TAKURO）
- 国際賞 美少女戦士セーラームーン BGM（作曲：有澤孝紀）
- 外国作品賞 WHEN YOU WISH UPON A STAR（星に願いを）（作詞：N.WASHINGTON / 島村葉二、作曲：L.HARLINE）

1999年（1998年度）
- 金賞 Time goes by（作詞・作曲：五十嵐充）
- 銀賞 White Love（作詞・作曲：伊秩弘将）
- 銅賞 もののけ姫 BGM（作曲：久石譲）
- 国際賞 アタックNo.1 BGM（作曲：渡辺岳夫）
- 外国作品賞 WHEN YOU WISH UPON A STAR（星に願いを）（作詞：N.WASHINGTON / 島村葉二、作曲：L.HARLINE）

### 2000年代
2000年（1999年度）
- 金賞 Automatic（作詞・作曲：宇多田ヒカル）
- 銀賞 time will tell（作詞・作曲：宇多田ヒカル）
- 銅賞 だんご3兄弟（作詞：佐藤雅彦 / 内野真澄、作曲：内野真澄 / 堀江由朗）
- 国際賞 美少女戦士セーラームーン BGM（作曲：有澤孝紀）
- 外国作品賞 ALL YOU NEED IS LOVE（作詞・作曲：ジョン・レノン / ポール・マッカートニー）

2001年（2000年度）
- 金賞 TSUNAMI（作詞・作曲：桑田佳祐）
- 銀賞 SEASONS（作詞：浜崎あゆみ、作曲：D・A・I）
- 銅賞 LOVEマシーン（作詞・作曲：つんく）
- 国際賞 美少女戦士セーラームーン BGM（作曲：有澤孝紀）
- 外国作品賞 Livin' La Vida Loca（GOLDFINGER '99）（作詞・作曲：D.CHILD / D.ROSA）

2002年（2001年度）
- 金賞 Everything（作詞：MISIA、作曲：松本俊明）
- 銀賞 Can You Keep A Secret?（作詞・作曲：宇多田ヒカル）
- 銅賞 らいおんハート（作詞：野島伸司、作曲：コモリタミノル）
- 国際賞 ポケットモンスター BGM（作曲：宮崎慎二）
- 外国作品賞 STAND BY ME（作詞・作曲：ベン・E・キング / JERRY LEIBER / MIKE STOLLER）

2003年（2002年度）
- 金賞 千と千尋の神隠し BGM（作曲：久石譲）
- 銀賞 traveling（作詞・作曲：宇多田ヒカル）
- 銅賞 亜麻色の髪の乙女（作詞：橋本淳、作曲：すぎやまこういち）
- 国際賞 ポケットモンスター BGM（作曲：宮崎慎二）
- 外国作品賞 HIKARI（作詞・作曲：宇多田ヒカル）

2004年（2003年度）
- 金賞 世界に一つだけの花（作詞・作曲：槇原敬之）
- 銀賞 ドラゴンボールZ BGM（作曲：菊池俊輔）
- 銅賞 亜麻色の髪の乙女（作詞：橋本淳、作曲：すぎやまこういち）
- 国際賞 ポケットモンスター BGM（作曲：宮崎慎二）
- 外国作品賞 ZOOM ZOOM ZOOM（英語版）（作詞・作曲：JOAO CARLOS ROSMAN（ジョアン・カルロス・ロスマン）[注 2]）

2005年（2004年度）
- 金賞 世界に一つだけの花（作詞・作曲：槇原敬之）
- 銀賞 涙そうそう（作詞：森山良子、作曲：BEGIN）
- 銅賞 機動戦士ガンダムSEED BGM（作曲：佐橋俊彦）
- 国際賞 ポケットモンスター BGM（作曲：宮崎慎二）
- 外国作品賞 ZOOM ZOOM ZOOM（作詞・作曲：JOAO CARLOS ROSMAN）

2006年（2005年度）
- 金賞 花（作詞・作曲：ORANGE RANGE）
- 銀賞 さくら（作詞・作曲：吉田大蔵 / 田中亮 / 河野健太 / 大塚亮二）
- 銅賞 世界に一つだけの花（作詞・作曲：槇原敬之）
- 国際賞 ポケットモンスター BGM（作曲：宮崎慎二）
- 外国作品賞 ZOOM ZOOM ZOOM（作詞・作曲：JOAO CARLOS ROSMAN）

2007年（2006年度）
- 金賞 ハウルの動く城 BGM（作曲：久石譲）
- 銀賞 桜（作詞・作曲：小渕健太郎 / 黒田俊介）
- 銅賞 粉雪（作詞・作曲：藤巻亮太）
- 国際賞 名探偵コナン BGM（作曲：大野克夫）
- 外国作品賞 ZOOM ZOOM ZOOM（作詞・作曲：JOAO CARLOS ROSMAN）

2008年（2007年度）
- 金賞 Flavor Of Life（作詞・作曲：宇多田ヒカル）
- 銀賞 エヴァンゲリオン BGM（作曲：鷺巣詩郎）
- 銅賞 Lovers Again（作詞：松尾潔、作曲：JIN NAKAMURA）
- 国際賞 ドラゴンボールZ BGM（作曲：菊池俊輔）
- 外国作品賞 ZOOM ZOOM ZOOM（作詞・作曲：JOAO CARLOS ROSMAN）

2009年（2008年度）
- 金賞 そばにいるね（作詞・作曲：SoulJa）
- 銀賞 創聖のアクエリオン（作詞：岩里祐穂 / 菅野よう子、作曲：菅野よう子）
- 銅賞 キセキ（作詞・作曲：GReeeeN）
- 国際賞 明日のナージャ BGM（作曲：奥慶一）
- 外国作品賞 ZOOM ZOOM ZOOM（作詞・作曲：JOAO CARLOS ROSMAN）

### 2010年代
2010年（2009年度）
- 金賞 キセキ（作詞・作曲：GReeeeN）
- 銀賞 Ti Amo（作詞：松尾潔、作曲：松尾潔 / JIN NAKAMURA）
- 銅賞 残酷な天使のテーゼ（作詞：及川眠子、作曲：佐藤英敏）
- 国際賞 ドラえもん BGM（作曲：菊池俊輔）
- 外国作品賞 ALL YOU NEED IS LOVE（作詞・作曲：ジョン・レノン / ポール・マッカートニー）

2011年（2010年度）
- 金賞 残酷な天使のテーゼ（作詞：及川眠子、作曲：佐藤英敏）
- 銀賞 Butterfly（作詞：木村カエラ、作曲：末光篤）
- 銅賞 また君に恋してる（作詞：松井五郎、作曲：森正明）
- 国際賞 バーバパパ世界をまわる（作曲：神尾憲一）
- 外国作品賞 ALL YOU NEED IS LOVE（作詞・作曲：ジョン・レノン / ポール・マッカートニー）

2012年（2011年度）
- 金賞 ヘビーローテーション（作詞：秋元康、作曲：山崎燿）
- 銀賞 ポニーテールとシュシュ（作詞：秋元康、作曲：多田慎也）
- 銅賞 Beginner（作詞：秋元康、作曲：井上ヨシマサ）
- 国際賞 ドラえもん BGM（作曲：菊池俊輔）
- 外国作品賞 SHALL WE DANCE（英語版）（作詞：オスカー・ハマースタイン2世、作曲：リチャード・ロジャース）

JASRAC賞30回記念特別表彰（1982年度〜2011年度）
- 金賞 世界に一つだけの花（作詞・作曲：槇原敬之）
- 銀賞 居酒屋（作詞：阿久悠、作曲：大野克夫）
- 銅賞 ふたりの大阪（作詞：吉岡治、作曲：市川昭介）

2013年（2012年度）
- 金賞 ヘビーローテーション（作詞：秋元康、作曲：山崎燿）
- 銀賞 フライングゲット（作詞：秋元康、作曲：すみだしんや）
- 銅賞 Everyday、カチューシャ（作詞：秋元康、作曲：井上ヨシマサ）
- 国際賞 NARUTO -ナルト- 疾風伝 BGM（作曲：高梨康治）
- 外国作品賞 Rising Sun（作詞：ATSUSHI、作曲：Didrik Thott、Sebastian Thott、Johan Becker、Sharon Vaughn）

2014年（2013年度）
- 金賞 女々しくて（作詞・作曲：鬼龍院翔）
- 銀賞 ヘビーローテーション（作詞：秋元康、作曲：山崎燿）
- 銅賞 Time goes by（作詞・作曲：五十嵐充）
- 国際賞 NARUTO -ナルト- 疾風伝 BGM（作曲：高梨康治）
- 外国作品賞 ヘイ・ジュード（作詞・作曲：レノン＝マッカートニー）

2015年（2014年度）
- 金賞 恋するフォーチュンクッキー（作詞：秋元康、作曲：伊藤心太郎）
- 銀賞 進撃の巨人 BGM（作曲：澤野弘之）
- 銅賞 ルパン三世のテーマ'78（作曲：大野雄二）
- 国際賞 ドラゴンボールZ BGM（作曲：菊池俊輔）
- 外国作品賞 "LET IT GO" from the DISNEY film "FROZEN"（作詞・作曲：クリステン・アンダーソン＝ロペス、ロバート・ロペス）

2016年（2015年度）
- 金賞 R.Y.U.S.E.I.（作詞：STY、作曲：STY・Maozon）
- 銀賞 恋するフォーチュンクッキー（作詞：秋元康、作曲：伊藤心太郎）
- 銅賞 糸（作詞・作曲：中島みゆき）
- 国際賞 キテレツ大百科 BGM（作曲：菊池俊輔）
- 外国作品賞 "LET IT GO" from the DISNEY film "FROZEN"（作詞・作曲：クリステン・アンダーソン＝ロペス、ロバート・ロペス）

2017年（2016年度）
- 金賞 糸（作詞・作曲：中島みゆき）
- 銀賞 名探偵コナン BGM（作曲：大野克夫）
- 銅賞 ドラゴンクエスト序曲（作曲：すぎやまこういち）
- 国際賞 FAIRY TAIL BGM（作曲：高梨康治）
- 外国作品賞 DAYDREAM BELIEVER（作詞・作曲：ジョン・スチュワート）

2018年（2017年度）
- 金賞 恋（作詞・作曲：星野源）
- 銀賞 ドラゴンクエスト序曲（作曲：すぎやまこういち）
- 銅賞 UFO（作詞：阿久悠、作曲：都倉俊一）
- 国際賞 ドラゴンボールZ BGM（作曲：菊池俊輔）
- 外国作品賞 DAYDREAM BELIEVER（作詞・作曲：ジョン・スチュワート）

2019年（2018年度）
- 金賞 Hero（作詞・作曲：今井了介）
- 銀賞 UFO（作詞：阿久悠、作曲：都倉俊一）
- 銅賞 糸（作詞・作曲：中島みゆき）
- 国際賞 ドラゴンボールZ BGM（作曲：菊池俊輔）
- 外国作品賞 Y.M.C.A.

### 2020年代
2020年（2019年度）
- 金賞 Lemon（作詞・作曲：米津玄師）
- 銀賞 ドラゴンクエスト序曲（作曲：すぎやまこういち）
- 銅賞 糸（作詞・作曲：中島みゆき）
- 国際賞 NARUTO -ナルト- 疾風伝 BGM（作曲：高梨康治）
- 外国作品賞 U.S.A.（作詞：DONATELLA CIRELLI・SEVERINO LOMBARDONI、作曲：DONATELLA CIRELLI・CLAUDIO ACCATINO・ANNA MARIA GIOCO）

2021年（2020年度）
- 金賞 紅蓮華（作詞：LiSA、作曲：草野華余子）
- 銀賞 Pretender（作詞・作曲：藤原聡）
- 銅賞 Lemon（作詞・作曲：米津玄師）
- 国際賞 NARUTO -ナルト- 疾風伝 BGM（作曲：高梨康治）
- 外国作品賞 DAYDREAM BELIEVER（作詞・作曲：JOHN C. STEWART）

2022年（2021年度）
- 金賞 紅蓮華（作詞：LiSA、作曲：草野華余子）
- 銀賞 炎（作詞：梶浦由記・LiSA、作曲：梶浦由記）
- 銅賞 ドライフラワー（作詞・作曲：優里）
- 国際賞 NARUTO -ナルト- 疾風伝 BGM（作曲：高梨康治）
- 外国作品賞 Dynamite（作詞・作曲：JESSICA AGOMBAR・DAVID STEWART）

2023年（2022年度）
- 金賞 ドライフラワー（作詞・作曲：優里）
- 銀賞 夜に駆ける（作詞・作曲：Ayase）
- 銅賞 残響散歌（作詞：aimerrhythm、作曲：飛内将大）
- 国際賞 NARUTO -ナルト- 疾風伝 BGM（作曲：高梨康治）
- 外国作品賞 Butter（作詞・作曲：JENNA ANDREWS・ROB GRIMALDI・STEPHEN KIRK・RM・ALEX BILOWITZ・SEBASTIAN GARCIA・RON PERRY）

2024年（2023年度）
- 金賞 アイドル（作詞・作曲：Ayase）
- 銀賞 可愛くてごめん（作詞・作曲：shito）
- 銅賞 閃光（作詞・作曲：川上洋平）
- 国際賞 NARUTO -ナルト- 疾風伝 BGM（作曲：高梨康治）
- 外国作品賞 BITTERSWEET SAMBA（オールナイトニッポンなどで使用）

2025年（2024年度）
- 金賞 アイドル（作詞・作曲：Ayase）
- 銀賞 Bling-Bang-Bang-Born（作詞：R-指定、作曲：DJ松永）
- 銅賞 唱（作詞：TOPHAMHAT-KYO、作曲：Giga / TeddyLoid）
- 国際賞 ワンピースBGM（作曲：田中公平）
- 外国作品賞 SOUL BOSSA NOVA（英語版）（作詞・作曲：クインシー・ジョーンズ）

## JASRAC音楽文化賞
JASRAC音楽文化賞（ジャスラック おんがくぶんかしょう）は、売り上げなどの数字には表れない地道な音楽活動をたたえて顕彰する目的で、JASRAC創設75周年を記念して2014年に創設。
第1回（2014年）
- 岩﨑花奈絵[8]
- 木戸敏郎[8]
- 映画「アオギリにたくして」制作委員会[8]

第2回（2015年）
- 長田暁二[7]
- 木曽音楽祭実行委員会[7]
- 長崎県オペラ協会、OMURA室内合奏団（創作オペラ「いのち」）[7]

第3回（2016年）
- 伊藤京子（別府アルゲリッチ音楽祭総合プロデューサー）[9]
- 三澤洋史（新国立劇場合唱団専属指揮者）[9]
- 気仙沼ジュニアジャズオーケストラ THE SWING DOLPHINS[9]
- 山木屋太鼓（福島県の和太鼓団体）[9]

第4回（2017年）
- ロビン・トンプソン（琉球古典音楽研究家）[10]
- 團伊玖磨さんの音楽を楽しむ会[10]
- 「左手のアーカイブ」プロジェクト[10]

第5回（2018年）
- 戸ノ下達也[11]
- 普久原恒勇・備瀬善勝[11]
- 鳴門『第九』を歌う会[11]

第6回（2019年）
- しまむらかずお[12]
- 濱田芳通[12]
- 平井滿[12]

第7回（2020年）
- 瀧井敬子[13]
- 西脇義訓[13]
- 山本宣夫[13]

第8回（2021年）
- 有田正広
- 臼井真
- 田中三一
- 小鐡徹

第9回（2022年）
- 小林克也
- 外山喜雄・恵子夫妻
- ドリアーノ・スリス

第10回（2023年）
- パブリックレコード
- パリ祭実行委員会
- 三河市民オペラ制作委員会

第11回（2024年）
- 久保田麻琴
- 一般財団法人杉並児童合唱団
- モントレージャズフェスティバルイン能登実行委員会